# McLaren MP4/7A
McLaren MP4/7A je McLarnov dirkalnik Formule 1, ki je bil v uporabi v sezoni 1992 od tretje dirki za Veliko nagrado Brazilije, ko sta z njim dirkala Ayrton Senna in Gerhard Berger. Berger je dosegel dve zmagi na Velikih nagradah Kanade in Avstralije, Senna pa tri na Velikih nagradah Monaka, Madžarske in Italije, ob tem pa oba še en najboljši štartni položaj in šest uvrstitev na stopničke. McLaren je konstruktorsko prvenstvo končal na drugem mestu z 99-imi točkami.

## Popolni rezultati Formule 1
(legenda) (odebeljene dirke pomenijo najboljši štartni položaj, poševne pa najhitrejši krog)
| Leto | Moštvo  | Motor                                       | Gume | Dirkači        | 1   | 2   | 3   | 4   | 5   | 6   | 7   | 8   | 9   | 10  | 11  | 12  | 13  | 14  | 15  | 16  | Toč | Prv |
| ---- | ------- | ------------------------------------------- | ---- | -------------- | --- | --- | --- | --- | --- | --- | --- | --- | --- | --- | --- | --- | --- | --- | --- | --- | --- | --- |
| 1992 | McLaren | Honda RA121E 3.5 V12 Honda RA121E/B 3.5 V12 | G    |                | JAR | MEH | BRA | ŠPA | SMR | MON | KAN | FRA | VB  | NEM | MAD | BEL | ITA | POR | JAP | AVS | 99  | 2.  |
| 1992 | McLaren | Honda RA121E 3.5 V12 Honda RA121E/B 3.5 V12 | G    | Ayrton Senna   |     |     | Ret | 9   | 3   | 1   | Ret | Ret | Ret | 2   | 1   | 5   | 1   | 3   | Ret | Ret | 99  | 2.  |
| 1992 | McLaren | Honda RA121E 3.5 V12 Honda RA121E/B 3.5 V12 | G    | Gerhard Berger |     |     | Ret | 4   | Ret | Ret | 1   | Ret | 5   | Ret | 3   | Ret | 4   | 2   | 2   | 1   | 99  | 2.  |